# Erica Reiner
Erica Reiner (Budimpešta, 1924. – 2005.) bila je američka asiriologinja i spisateljica. Od 1974. godine bila je urednica rječničkog projekta Chicago Assyrian Dictionary, Čikaškog rječnika asirskog jezika koji je izdan kroz zbirku od 21 sveska u vremenu od preko 55 godina, zaključno s 2011., nešto poslije njene smrti. Reiner je bila povezana s Orijentalnim institutom na Sveučilištu u Chicagu. Njen rad ponajviše je bio usredotočen na izradu Čikaškog rječnika asirskog jezika, osnovnog priručnika za razumijevanje akkadskoga jezika, prevladavajućega jezika Mezopotamije od 2400. pr. Kr. do 100. p. Kr. 

## Mladost i naobrazba
Erica Reiner rođena je u Budimpešti, u Mađarskoj gdje je diplomirala na Eötvös Loránd Tudományegyetem (Sveučilište u Budimpešti) 1948. godine. Nakon toga, 1952. godine, odlazi na Sveučilište u Chicagu gdje upisuje dodiplomski studij i završava svoju višu naobrazbu te brani doktorat (Ph.D.) 1955. godine.

## Akademska karijera
Reiner se zaposlila na čikaškom sveučilištu 1956. Opširan rad na dokumentiranju i planiranju Čikaškog rječnika asirskog jezika je bio u tijeku na sveučilištu još od 1921. godine. Reiner je, zajedno s Adolfom Leom Oppenheimom, vodila tim koji je 1965. izdao prvi svezak u zbirci koja je po završetku brojila 21 svezak. U potpunosti je preuzela projekt nakon Oppenheimove smrti 1974. godine. Radila je na projektu ukupno 44 godine.
Reiner je zaslužila titulu profesorice emeritus na Institutu za orijentologiju sveučilišta i dugogodišnji urednik Čikaškog rječnika asirskog jezika (1974. – 1996.). Među drugim postignućima valja istaknuti da je Reiner bila jedna od nekolicine živih ljudi koji tečno govore elamitski jezik. Napisala je mnoštvo znanstvenih članaka i knjiga. Nakon umirovljenja 1996. i dalje je surađivala na rječniku.

## Djela
- Your Thwarts in Pieces, Your Mooring Rope Cut: Poetry from Babylonia and Assyria (1985)
- Astral Magic in Babylonia (1995)

## Vanjske poveznice
- "Erica Reiner", New York Times obituary, 22 January 2006